# Mycomya pectinata
Mycomya pectinata är en tvåvingeart som beskrevs av Freeman 1951. Mycomya pectinata ingår i släktet Mycomya och familjen svampmyggor. Inga underarter finns listade i Catalogue of Life.